# Fendorf-Gletscher
Der Fendorf-Gletscher ist ein breiter Gletscher in der Heritage Range des Ellsworthgebirges im westantarktischen Ellsworthland. Er fließt von der östlichen Flanke der Gifford Peaks nach Norden, wo er sich schließlich mit dem Dobbratz-Gletscher vereint.
Der Gletscher wurde vom United States Geological Survey im Rahmen der Erfassung des Ellsworthgebirges in den Jahren von 1961 bis 1966 durch Vermessungen vor Ort und Luftaufnahmen der United States Navy kartografiert. Das Advisory Committee on Antarctic Names benannte ihn 1966 nach Lieutenant Commander James E. Fendorf (1928–1999) benannt, einem Piloten der United States Navy, der während der Operation Deep Freeze 1966 in der Fliegerstaffel VX-6 gedient hatte.